# Yoo Ara
Đây là một tên người Triều Tiên, họ là Yoo.
Yoo Ah-ra (Hangul: 유아라) hay còn gọi là Yoo Ara, một ca sĩ, vũ công người Hàn Quốc. Cô từng được biết đến với vai trò là trưởng nhóm nhạc nữ Hello Venus và là một trong những ca sĩ chính của nhóm. Ara ra mắt công chúng lần đầu vào ngày 9 tháng 5 năm 2012 cùng với các thành viên của Hello Venus.
Ara hiện đang phát triển trong sự nghiệp diễn xuất, theo thông cáo vào ngày 1 tháng 12 năm 2014 cô đã ký hợp đồng độc quyền với Urban Works Entertainment.

## Tiểu sử
Yoo Ara sinh ngày 26 tháng 9 năm 1992 tại Seoul, Hàn Quốc.

## Sự nghiệp

### Trước khi ra mắt: After School
Ara là một phần của một chương trình đào tạo, được gọi là 'Pre-School Girls', mà cuối cùng sẽ trở thành một thành viên của nhóm em gái After School, nhưng đã được lựa chọn là nhà lãnh đạo của Hello Venus thay thế. Cô đã hát phần điệp khúc cho 1 Chúc mừng Pledis duy nhất, "Love Love Love". Cô cũng hát và xuất hiện trong video âm nhạc "Love Letter".
Yoo Ara cùng với nhiều đồng Pledis trainee Kyung Min, là hai ứng cử viên cuối cùng để me2day Tìm kiếm Sau khi 9 thành viên của trường trong năm 2010. Ara và thành viên Hello Venus, Yoonjo, ban đầu dự định ra mắt cho After School,  Tuy nhiên, hiện nay After School thành viên E-Young đã được lựa chọn để thay thế.

### Ra mắt với Hello Venus
Ngày 9 tháng 5 năm 2012, Yoo Ara ra mắt với tư cách là trưởng nhóm của nhóm nhạc nữ Hello Venus.
Ngày 31 tháng 7 năm 2014, hợp đồng của Pledis Ent và Fantagio với Hello Venus kết thúc. Alice, Nara, Lime, và Yooyoung tiếp tục hoạt động với nhóm trong khi Ara và Yoonjo sẽ trở lại Pledis.
Vào ngày 21, Yoo Ara đặng tải một video lên Instagram, cho thấy cô với một cây guitar và một chiếc túi, đi bộ ra khỏi một tòa nhà. Nó đã được xóa. Ngày hôm sau, Urban Works Entertainment đăng  tải một hồ sơ cho Yoo Ara trên trang web của họ, cho thấy rằng Yoo Ara đã chấm dứt hợp đồng với Pledis.